# Arctiopais celis
Arctiopais celis là một loài bướm đêm trong họ Noctuidae.